# Адамовка (Белгород-Днестровский район)
Ада́мовка (укр. Ада́мівка) — село, относится к Белгород-Днестровскому району Одесской области Украины.
Население по переписи 2001 года составляло 439 человек. Почтовый индекс — 67790. Телефонный код — 4849. Занимает площадь 0,7 км².

## Местный совет
67790, Одесская обл., Белгород-Днестровский р-н, с. Адамовка, ул. Шевченко, 2